# سامر لبدة
سامر أبو لبدة أو سامر أبو لبدة هو باحث بريطاني-أردني مقيم في لندن ومحلل سياسي وخبير استراتيجي في التواصل. ولد في عام 1974، وهو من عائلة فلسطينية-أردنية.
في فبراير 2013، تم اختياره ليكون جزءًا من بعثة مركز كارتر لمراقبة الانتخابات البرلمانية المصرية. في عام 2013، عمل في وزارة الخارجية وشؤون الكومنولث، قبل أن ينتقل إلى «ألباني أسوشيتس» كمستشار. تناولت أعماله قضايا تتعلق بالديمقراطية في الشرق الأوسط وعملية السلام العربية الإسرائيلية والسياسة الخارجية للولايات المتحدة. ظهرت مقالاته وأوراقه في العديد من المنشورات، بما في ذلك الجارديان وديلي تلغراف وجيروزاليم بوست وتايمز إسرائيل وجوردان تايمز وديلي ستار.

## النشأة
حصل لبدة على درجة الماجستير من جامعة برادفورد ودبلوم من جامعة كاستيلا لامانشا وشهادة البكالوريوس من الجامعة الأردنية. وهو حاصل أيضًا على شهادة تحليل السياسات من جامعة ولاية نيويورك.
في عام 2005، حصل على منحة فولبرايت الدراسية المرموقة من وزارة الخارجية الأمريكية، وزمالة الكونجرس لجمعية العلوم السياسية الأمريكية (APSA)، حيث عمل كزميل زائر في معهد واشنطن لسياسة الشرق الأدنى وزميل تشريعي مع عضو الكونجرس الأمريكي جوزيف كرولي (د-نيويورك). ثم أصبح زميلًا أول في مؤسسة الدفاع عن الديمقراطيات ومركز الحرية في الشرق الأوسط.

## المسار الثاني لعملية السلام
بدأ حياته المهنية في عام 1998 كمراسل لصحيفة الأسواق اليومية في الأردن. ارتقى في الرتب ليصبح محرر مكتب الشؤون الخارجية. غطى الانتفاضة الفلسطينية الثانية، والحرب في العراق، فضلا عن القضايا الداخلية في الأردن. شارك سامر في المسار الثاني لعملية السلام في عام 1999 من خلال إنشاء منتدى التفاعل، وهي منظمة غير حكومية مكرسة لتعزيز التفاهم بين نشطاء السلام الإسرائيليين والعرب والفلسطينيين. واستضاف المنتدى عددا من الندوات والمؤتمرات للعرب والفلسطينيين والإسرائيليين في الأردن برعاية الاتحاد الأوروبي ووزارة الخارجية الدنماركية. كانت أول منظمة غير حكومية تدعو أستاذ دراسات السلام البارز يوهان غالتونغ للتحدث أمام نشطاء السلام في عام 2000.
أدى نشاطه إلى ضمه إلى التحالف الدولي من أجل السلام العربي الإسرائيلي (إعلان كوبنهاغن)، الذي دعا إلى تطبيع العلاقات بين العرب والإسرائيليين. وشارك في عدد من اللقاءات مع كبار السياسيين الإسرائيليين ونشطاء من أحزاب الليكود والعمل وكاديما - والذين دعوا إلى تسوية المشكلة الإسرائيلية الفلسطينية.

## كتاباته
نُشر للبدة في منشورات ومجلات شرق أوسطية وعالمية، بما في ذلك مجلة ييل بوليتيك، والجارديان، وجيروزاليم بوست، والأسواق بيزنس ديلي، وأوفرسيز جورنال، وديلي ستار، وجوردان تايمز. في عام 2005، كان من أوائل الصحفيين الذين أجروا مقابلة مع المعارض المصري أيمن نور الذي كان رهن الإقامة الجبرية في القاهرة. كما ظهر في عدد من البرامج الإخبارية الأمريكية والشرق أوسطية، وتم اقتباسه في العديد من البرامج، بما في ذلك مجلس العلاقات الخارجية، وجيروزاليم بوست  والجارديان. أثار مقاله في جيروزاليم بوست، بعنوان «المملكة الهاشمية للفصل العنصري»، رد فعل سلبي هائل من وسائل الإعلام الأردنية، بينما حصل لبدة على دعم من منظمة حقوقية كبرى.

## المنشورات
- «لقد فقد الهاشميون سبب وجودهم». تايمز أوف إسرائيل. 2017[10]
- «أجهزة الاستخبارات بحاجة إلى مناهج عرقية جديدة»، 2015[11]
- «هل داعش والإخوان مترابطان؟». ألباني أسوشيتس. 2014
- «عن داعش والعراق ووسائل الإعلام العربية والشرق أوسطية». ألباني أسوشيتس. 2014
- «مواجهة تهديد داعش في الداخل يجب أن تكون أولوية للمملكة الأردنية». ألباني أسوشيتس. 2014
- «كيف يوفر داعش الأمل لليأس». ألباني أسوشيتس. 2014
- «تحليل: سوريون ومسيحيون وروسيا». جمعية هنري جاكسون 2012
- «على كلا الجانبين الآن». جمعية هنري جاكسون 2012
- «هل ستنجو الملكية الهاشمية من الربيع العربي؟». جمعية هنري جاكسون. 2012
- «المعضلة المسيحية في سوريا». 2012[12]
- «ماذا ستعني انتخابات الإخوان المسلمين بالنسبة للمرأة والأقليات في مصر؟». التلغراف اليومي. 2012[13]
- هل الأردن يتجه نحو الفوضى؟ . الجادريان. 2012[14]
- «يجب على المسيحيين العرب الكفاح من أجل الاعتراف بهم في الأنظمة الجديدة». الجارديان. 2012[15]
- «الانتخابات البلدية الأردنية - مذكرة الشرق الأوسط». مركز الحرية في الشرق الأوسط. 2007
- «معبر الأردن: تجاوز الحواجز أمام الديمقراطية الحقيقية». مجلة ييل بوليتيك. طبعة الخريف - 2006.
- «الأردن وفلسطين». جيروزاليم بوست. 2006
- «الأردن يتطلع إلى الداخل: المملكة الهاشمية في أعقاب صدام الزرقاوي وحماس وإسرائيل». معهد واشنطن. 2006[16]
- «الهجمات الإرهابية تسلط الضوء على قضية الإصلاح في الأردن». معهد واشنطن. 2005[17]
- «معاينة الأجندة الوطنية الأردنية: استراتيجيات الإصلاح». معهد واشنطن. 2005.[18]